# Anua violisparsa
Anua violisparsa är en fjärilsart som beskrevs av Louis Beethoven Prout 1919. Anua violisparsa ingår i släktet Anua och familjen nattflyn. Inga underarter finns listade i Catalogue of Life.